# 関西電気冶金工業
関西電気冶金工業株式会社は、大阪府大阪市淀川区十八条に本社を置く金属熱処理を主とする特殊加工業者である。
1954年（昭和29年）に創業し、アルミをはじめ鉄など金属部品の熱処理加工を続けており、西日本最大級の大型熱風循環式軽合金溶体化炉を保有している。

## 事務所所在地

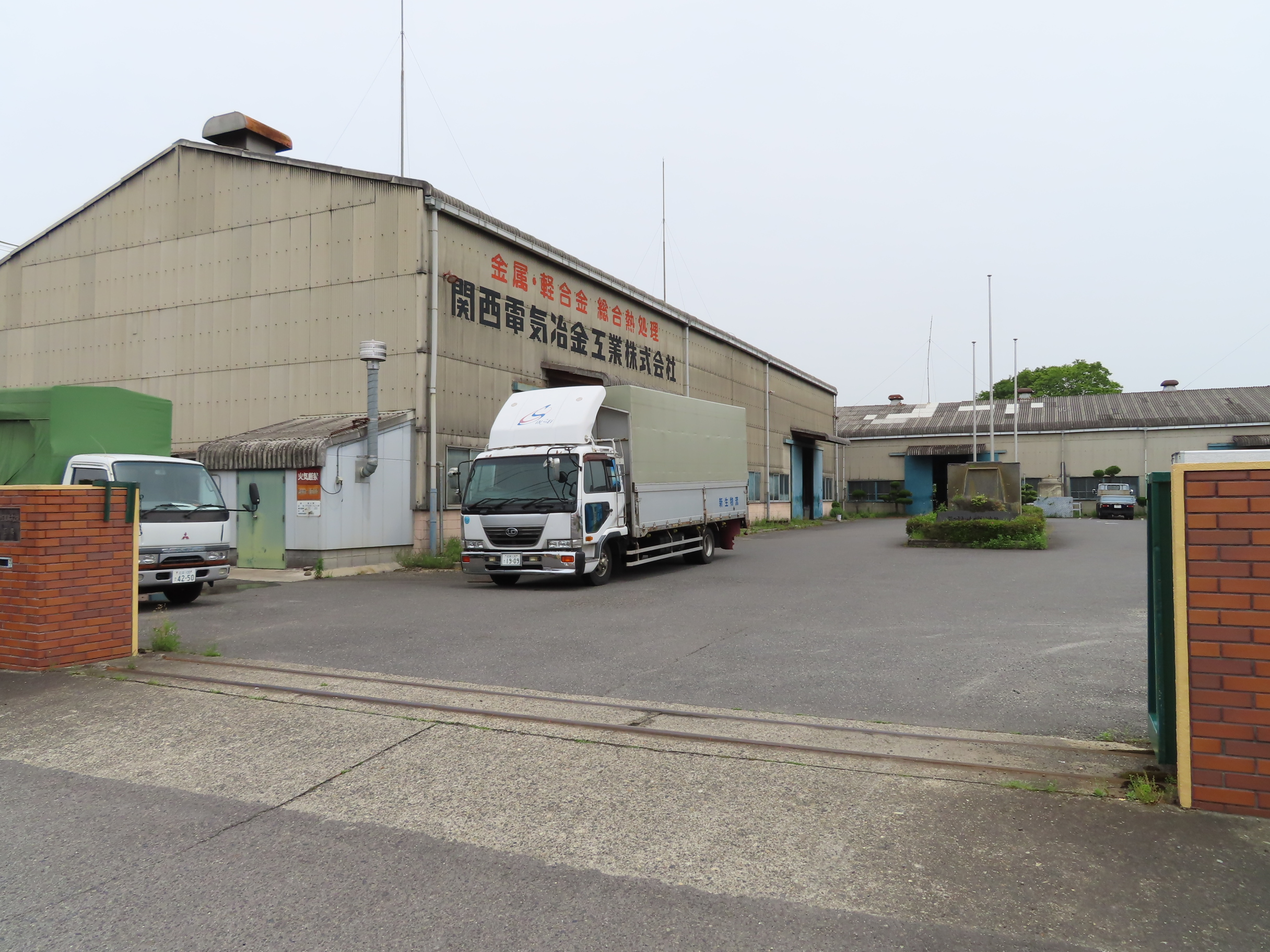
滋賀工場（2021年5月）

- 大阪工場（本社）：大阪市淀川区十八条2-4-39
- 滋賀工場：滋賀県湖南市（滋賀県）吉永355-4

## 沿革
- 1954年5月 - 大阪市淀川区西三国にて関西電気冶金工業株式会社設立。
- 1958年7月 - 軽合金の普及にともない熱風循環式熱処理炉一式導入。
- 1962年6月 - 軽合金熱処理の需要増大にともない熱処理炉二式導入。
- 1972年8月 - 滋賀第一工場新築　滋賀地区初めての熱処理工場として発足。
- 1977年9月 - 滋賀第二工場の増築。
- 1977年10月 - ガス軟窒化炉・ガス浸炭及ガス浸炭窒化炉を完成（滋賀第二工場）
- 1977年11月 - オリエンタルエンヂニアリング株式会社と技術提携を結ぶ。
- 1986年10月 - 本社社屋　新築移転（吹田工場合併）、高効率軽合金炉4基を新設（本社工場）
- 1996年9月 - 真空洗浄機セビオ導入（滋賀第二工場）
- 2000年1月 - ホイール自動歪取機装置一式設置（本社工場）
- 2003年1月 - ホイール自動歪取機装置増設（本社工場）
- 2006年2月 - 滋賀工場事務所新築
- 2006年10月 - ピット型電気炉増設（滋賀第一工場）

## 主要製品
- 非鉄金属（アルミ等）の熱処理
- ユニナイト処理（ガス軟窒化処理、炭窒化処理）
- 浸炭焼き入れ
- 浸炭窒化焼き入れ
- 無酸化（光輝焼き入れ）
- テンパー
- プレステンパー
- 光輝テンパー
- サブゼロ処理